# Bačkovík
Bačkovík (in ungherese Bátyok, in tedesco Batschkowig) è un comune della Slovacchia facente parte del distretto di Košice-okolie, nella regione di Košice.